# 希拉丽·詹森斯
希拉丽·詹森斯（英語：Hillary Janssens，1994年7月21日—），加拿大女子赛艇运动员。她曾代表加拿大参加2020年夏季奥林匹克运动会赛艇比赛，获得女子双人单桨无舵手铜牌。